# Stazione di Fondi-Sperlonga
La stazione di Fondi-Sperlonga è una stazione ferroviaria posta sulla linea Roma-Formia-Napoli. Serve i centri abitati di Fondi e di Sperlonga.

## Movimento
La stazione è servita da treni regionali sulla linea FL7.

## Servizi
- Bar
- Parcheggio
- Ascensori

## Interscambi
- Fermata autobus urbano Piazzoli